# Stock Aitken Waterman
A Stock Aitken Waterman (rövidítve SAW) Mike Stock, Matt Aitken és Pete Waterman angol dalszerzőket jelenti. Dalaik nagy sikereket értek el az 1980-as évek elejétől több mint egy évtizeden át; több mint 40 millió lemezt értékesítettek, 60 millió font bevétellel. A dalok közül több mint 100 dal volt Top 40-es sláger az angol kislemezlistán.
A SAW az underground stílus jegyeiben írta dalait, mely világszerte sikert aratott Hi-NRG hangzásával, Motown stílusú dalszövegekkel és az Italo-disco dallamok keverékével. 1984 és 1989 között a Hi-NRG és Eurobeat stílus jegyeiben születettek a dalok.

## Történet

### A kezdetek
1984 januárjában Mike Stock és Matt Aitken Pete Watermant felkérték közös együttműködésre a nemrégiben alakult lemezkiadó cégében. Az elsők között a Divine által megjelentetett Hi-NRG dal, a You Think You're a Man című dal volt, mely 1984 júliusában 16. helyezést ért el az angol kislemezlistán. Hazell Dean Whatever I Do (Wherever I Go) című dala 1984 júliusában a 4. helyen végzett a slágerlistán. Az első No.1 helyezést a Dead or Alive You Spin Me Round (Like a Record) című dalával érték el 1985 márciusában.
Ez a siker a Bananarama nevű női csapat figyelmét is felkeltette, és a zenekar egyik tagja, Siobhan Fahey a Shocking Blue Venus dal átiratát szerette volna felvenni. Az eredmény egy pop – Hi-NRG dal lett, mely az Egyesült Államokban No.1 helyezést ért el a Billboard Hot 100-as listáján 1986. szeptember 6-án. Az Egyesült Királyságban viszont csak Top 10-es sláger volt. A sikereket közös együttműködés követte, így születtek meg azok a dalok, melyek szintén slágerlistás helyezést értek el, úgy mint a Love in a First Degree, I Can't Help It, és az I Heard A Rumour. Ebben az időben lett Phil Harding zenei mérnök, producer és mixmester, aki több csapatnak is remixelte a dalait, úgymint Kylie Minogue, Bananarama, Dead or Alive, Mel & Kim. Az ő nevéhez köthető Princess Say I'm Your No.1 (1985) és Mandy Smith I Just Can't Wait (1987) és Sinitta Toy Boy (1987) című slágerei is.

## Angol No.1. slágerek
- 1985: "You Spin Me Round (Like a Record)", Dead or Alive
- 1987: "Respectable", Mel & Kim
- 1987: "Let It Be", Ferry Aid. (1970-es Beatles feldolgozás)
- 1987: "Never Gonna Give You Up", Rick Astley (szintén No.1 volt az Egyesült Államokban)
- 1987: "I Should Be So Lucky", Kylie Minogue
- 1988: "Especially for You", Kylie Minogue és Jason Donovan
- 1989: "Too Many Broken Hearts", Jason Donovan
- 1989: "Hand on Your Heart", Kylie Minogue
- 1989: "Ferry Cross the Mersey", Christians, Holly Johnson, Paul McCartney (A Gerry and the Pacemakers 1964-es dal feldolgozása)
- 1989: "Sealed with a Kiss", Jason Donovan (Brian Hyland feldolgozás.)
- 1989: "You'll Never Stop Me Loving You", Sonia
- 1989: "Do They Know It's Christmas", Band Aid II
- 1990: "Tears on My Pillow", Kylie Minogue (Little Anthony and the Imperials 1958-as feldolgozása)

A Bananarama Venus, és Rick Astley Together Forever című dala az Egyesült Államokban listaelsők voltak, azonban az Egyesült Királyságban kevésbé voltak sikeresek.

## Lista azokról az előadókról, akiknek a trió dalt írt, vagy segítette produceri munkáit
| - Agents Aren't Aeroplanes - Alison Limerick - Andy Paul - Angie - Austin Howard - Bananarama - Band Aid - Barrio Boyzz - Big Fun - Bill Tarmey - Boy Krazy - Brilliant - Brother Beyond - Canton - Carol Hitchcock - Cliff Richard - Dead or Alive - Debbie Harry - Delage - Divine - Dolly Dots - Donna Summer - Edwin Starr - Edwina Laurie - E.G. Daily - England Football Team - Erik - Errol Brown - Ferry Aid - Fresh - Georgie Fame - Girl Talk | - Grand Plaz - Haywoode - Hazell Dean - Jason Donovan - Jeb Million - Josh Dubovie - Judas Priest - Kahal & Kahal - Kakko - Keith Washington - Kylie Minogue - L.A. Mood - La Toya Jackson - Lananeeneenoonoo - Laura Branigan - Lisa Fabien - Lonnie Gordon - Malcolm McLaren - Mandy Smith - Mel & Kim - Michael Davidson - Michael Prince - Mint Juleps - Mondo Kané - Morgan-McVey - Nancy Davis - O'Chi Brown - Pat and Mick - Paul Lekakis - Paul Varney - Pepsi & Shirlie - Phil Fearon | - Precious Wilson - Princess - Reynolds Girls - Rick Astley - Rik Le Vay - Rin Tin Tin - Roland Rat - Romi & Jazz - Sabrina Salerno - Samantha Fox - Sequal - Sigue Sigue Sputnik - Sinitta - Slamm - Sonia - Spelt Like This - Splash - Steve Walsh - Suzette Charles - Sybil - The Cool Notes - The Danse Society - The Fat Slags - The Fizz (Bucks Fizz) - The Lewis's - The Sheilas - The Three Degrees - The Twins (Gayle & Gillian) - Worlds Apart - WWF Superstars - Yell! |